# جریان الیوشن

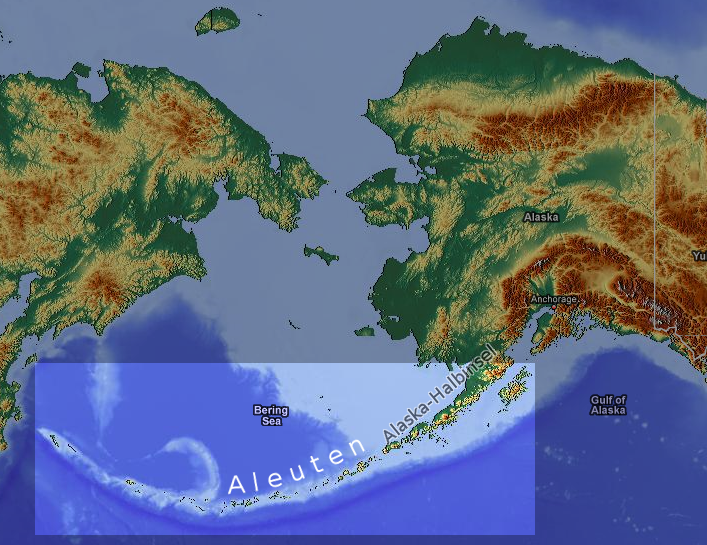
موقعیت جزایر آلوتین

جریان الیوشن (انگلیسی: Aleutian Current) یک جریان اقیانوسی با جهت شرقی است که در شمال جریان آرام شمالی جریان دارد و شاخه شمالی جریان کوروشیو به شمار می‌رود که میان مدارهای ۴۰ تا ۵۰ درجه شمالی ابتدا به سمت شمال‌شرق و سپس به سمت شرق گردش می‌کند. این جریان با رسیدن به ساحل آمریکای شمالی به دو شاخه تقسیم می‌شود که شاخه شمالی جریان آلاسکا و شاخه جنوبی جریان کالیفرنیا را پدید می‌آورند.